# Халта Додешти (Васлуј)
Халта Додешти (рум. Halta Dodești) насеље је у Румунији у округу Васлуј у општини Виишоара. Oпштина се налази на надморској висини од 92 m.

## Становништво
Према подацима из 2002. године у насељу је живело 265 становника, од којих су сви румунске националности.